# Чебоксарская женская гимназия
Чебоксарская женская гимназия — открыто в 1908 на базе женской прогимназии, основанной в 1904.
В 1918 году Чебоксарская женская гимназия преобразована в Чебоксарскую школу II ступени № 2, которая в 1930 году была присоединена к Чебоксарской школе II ступени № 1.

## История
В гимназии преподавались Закон Божий, русский и церковно-славянский языки, арифметика и геометрия, немецкий и французский языки, чистописание, рисование, пение, рукоделие. По своему статусу стояло во главе всех начальных женских учебных заведений Чебоксарского уезда
К периоду Первой мировой войны в городе кроме Чебоксарской женской гимназии действовали: Чебоксарское духовное училище (закрыто в феврале 1916), Чебоксарское высшее начальное училище, одноклассная церковно-приходская школа при Троицком монастыре, Церковно-приходская школа при Владимирской женской общине, Чебоксарская женская воскресная церковно-приходская школа (при женской гимназии); в 1916 году действовала школа для детей беженцев; летом 1917 года городская дума постановила открыть мужскую гимназию; открытие гимназии состоялось 4 октября 1917 года.
После Октябрьской революции в России была проведена школьная реформа — постановлением по народному комиссариату по просвещению от 21 января 1918 года были упразднены инспектора народных училищ, училищные советы; все делопроизводство было передано отделам народного образования при местных советах рабочих, солдатских и крестьянских депутатов. Положение о единой трудовой школе РСФСР от 16 октября 1918 года определило двухступенчатую структуру общеобразовательной школы: школа I ступени — для детей от 8 до 13 лет с 5-летним курсом обучения; школа II ступени — для детей 13—17 лет с 4-летним курсом. Вводилось бесплатное образование и совместное обучение детей обоего пола.
В соответствии с реформой в Чебоксарах в 1918 году были созданы две школы II ступени: располагавшее в Доме Соловцова Чебоксарское высшее начальное училище было переименовано в советскую Чебоксарскую школу II ступени № 1, а Чебоксарская женская гимназия преобразована в Чебоксарскую школу II ступени № 2, которая в 1930 году была присоединена к Чебоксарской школе II ступени № 1.
Здание школы было снесено перед затоплением чебоксарского Старого города.